# Жан Брішо
Жан Брішо (фр. Jean Brichaut, 29 липня 1911, Льєж — 4 серпня 1962) — бельгійський футболіст, що грав на позиції нападника за клуб «Стандард» (Льєж), а також національну збірну Бельгії.

## Клубна кар'єра
У футболі дебютував 1929 року виступами за «Стандард» (Льєж), кольори якої і захищав протягом усієї своєї кар'єри гравця, що тривала вісім років. Забив 103 голи у 163 матчах. У 1936 році зайняв друге місце в бельгійській лізі.

## Виступи за збірну
1932 року дебютував в офіційних матчах у складі національної збірної Бельгії. Протягом кар'єри у національній команді, яка тривала 5 років, провів у її формі 12 матчів, забивши 3 голи.
Був присутній в заявці збірної на чемпіонаті світу 1934 року в Італії, але на поле не виходив.
Помер 4 серпня 1962 року на 52-му році життя.